# Fredløs i skogen
Fredløs i skogen är en norsk familje- och dokumentärfilm från 1959 i regi av Richard W. Larsson.

## Handling
Kjersti och Mari är ute på promenad i skogen med sin hund. Samtidigt jagas en tjuv som stulit får. Flickorna dras in i otäckheter.

## Rollista
- Kjersti Larsson – Kjersti
- Trygve Apland – fårägare
- Rolf Kjersdalen – fårtjuv
- Johan Fredriksen
- Mari Larsson – Mari

## Om filmen
Fredløs i skogen producerades, regisserades, skrevs och fotades av Richard W. Larsson. Den klipptes av Bjørn Breigutu och premiärvisades den 8 maj 1959 i Norge.

## Musik
- "Eventyrvisen", musik: Richard W. Larsson, text: Trygve Apland.